# Izuru Narushima
Izuru Narushima (成島出, Narushima Izuru), né à Kōfu dans la préfecture de Yamanashi le 16 avril 1961, est un scénariste et réalisateur japonais.

## Filmographie partielle

### Réalisateur
- 1986 : Midoro onna (みどり女?) (film 8 mm)[1]
- 2004 : Yudan taiteki (油断大敵?)
- 2005 : Furai, dadi, furai (フライ,ダディ,フライ?)
- 2007 : Midnight Eagle (ミッドナイト イーグル, Middonaito iguru?)
- 2008 : Love Fight (ラブファイト, Rabu faito?)
- 2010 : Kokō no mesu (孤高のメス?)
- 2011 : Yōkame no semi (八日目の蝉?)
- 2011 : Isoroku (聯合艦隊司令長官 山本五十六, Rengō kantai shirei chōkan: Yamamoto Isoroku?)
- 2013 : Sōgen no isu (草原の椅子?)
- 2014 : Cap Nostalgie (ふしぎな岬の物語, Fushigi na misaki no monogatari?)[2]
- 2015 : Soromon no gishō (ソロモンの偽証?)
- 2015 : Soromon no gishō: Kōhen saiban (ソロモンの偽証 後篇・裁判?)
- 2017 : Chotto ima kara shigoto yamete kuru (ちょっと今から仕事やめてくる?)
- 2020 : Guddobai: Uso kara hajimaru jinsei kigeki (グッドバイ〜嘘からはじまる人生喜劇〜?)
- 2021 : Inochi no teishajō (いのちの停車場?)
- 2023 : Familia (ファミリア, Famiria?)
- 2023 : Ginga tetsudō no chichi (銀河鉄道の父?)
- 2024 : 52 herutsu no kujiratachi (52ヘルツのクジラたち?)

### Scénariste
- 2000 : Porté par le vent (風を見た少年, Kaze o mita shōnen?) de Kazuki Ōmori
- 2001 : Une adolescente (少女, Shōjo?) d'Eiji Okuda
- 2002 : Warau kaeru (ja) (笑う蛙?) de Hideyuki Hirayama
- 2002 : Shin jingi naki tatakai: Bōsatsu (新 仁義なき戦い 謀殺?) de Hajime Hashimoto (ja)
- 2003 : T.R.Y. de Kazuki Ōmori
- 2004 : Runin: Banished (るにん, Runin?) d'Eiji Okuda
- 2008 : Tsukiji uogashi sandaime (築地魚河岸三代目?) de Shingo Matsubara (ja)
- 2008 : Climber's High (クライマーズ・ハイ?) de Masato Harada
- 2013 : Nō otoko (脳男?) de Tomoyuki Takimoto (ja)

## Distinctions
Sauf indication contraire, les informations mentionnées dans cette section peuvent être confirmées par la base de données cinématographiques IMDb,  présente dans la section « Liens externes ».

### Récompenses
- Japanese Professional Movie Awards :
  - prix du meilleur nouveau réalisateur pour Yudan taiteki en 2004[3]
- Festival du film de Yokohama :
  - prix du meilleur nouveau réalisateur en 2005
- Japan Academy Prize :
  - prix du meilleur réalisateur pour Yōkame no semi en 2012[4]
- Hōchi Film Awards :
  - prix du meilleur film pour Solomon's Perjury et Soromon no gishō: Kōhen saiban en 2015[5]
- Festival des films du monde de Montréal :
  - grand prix spécial du jury et prix du jury œcuménique pour Cap Nostalgie en 2014[2]
- Nikkan Sports Film Awards :
  - prix du meilleur film pour Solomon's Perjury et Soromon no gishō: Kōhen saiban en 2015

### Nominations
- Japan Academy Prize :
  - prix du meilleur réalisateur pour Kokō no mesu en 2011[6]
  - prix du meilleur réalisateur pour Cap Nostalgie en 2015[7]
- Festival des films du monde de Montréal :
  - en compétition pour le Grand prix des Amériques avec Cap Nostalgie en 2014[2]